# Stactobia eretziana
Stactobia eretziana är en nattsländeart som beskrevs av Lazar Botosaneanu och Gasith 1971. Stactobia eretziana ingår i släktet Stactobia och familjen smånattsländor. Inga underarter finns listade i Catalogue of Life.